# هاوانا (فیلم)
هاوانا (انگلیسی: Havana) فیلمی در ژانر رمانتیک به کارگردانی سیدنی پولاک است که در سال ۱۹۹۰ منتشر شد.

## بازیگران
- رابرت ردفورد
- لنا اولین
- رائول هولیا
- آلن آرکین
- توماس میلیان
- آنتونی پلنا
- دانیال دیویس
- مارک رایدل
- ریچارد پورتنو